# Andrew Jin Daoyuan
Andrew Jin Daoyuan (chinesisch 靳道远) (* 13. Juni 1929 in Lucheng, Republik China; † 20. November 2019 in Nantangong, Volksrepublik China) war römisch-katholischer Bischof von Changzhi.
Andrew Jin Daoyuan empfing 1956 die Priesterweihe. Die 1950er Jahre verbrachte er in einem Arbeitslager. Er kam für kurze Zeit frei, aber mit der Kulturrevolution wurde er von 1966 bis 1976 erneut inhaftiert. Nach Haftentlassung musste er in der Landwirtschaft arbeiten. Am 6. Januar 2000 wurde er durch die Chinesisch Katholisch-Patriotische Vereinigung zum Bischof von Bistums Changzhi ernannt. Die Ernennung wurde im Jahr 2008 durch Papst Benedikt XVI. anerkannt.